# 善果寺
善果寺，位于北京市西城区善果胡同，是一座汉传佛教寺院，为北京外八刹之一。现已无存，原址建成居民楼。

## 简介
善果寺位于北京外城广安门内广义街东侧、善果胡同北侧，始建于五代后梁乾化元年（911年），起初名为“唐安寺”。明朝天顺八年（1464年）春，尚膳监太监陶荣捐资恢复该寺，奏请明英宗赐寺额，明英宗赐名“善果寺”。明孝宗弘治十六年（1503年）冬，内官监太监姚训在善果寺的东西两廊添设罗汉堂，堂内塑造五百罗汉像，用时两年于弘治十八年（1505年）十月完成。清朝康熙元年（1662年）、康熙十一年（1672年）两度重修。康熙十八年（1679年），京师地震，善果寺建筑几乎全部坍塌。康熙二十一年（1682年）开始复建，并且撤消塔院，塔院旧址改建成大法堂。乾隆四十年（1775年）再度重修。
清朝顺治十七年（1660年），顺治帝亲临善果寺，称赞该寺“乔木阴森，院宇宏敞、不杂世尘，宛如名山”，赞其为“京师第一胜地”。
鼎盛时期，善果寺建筑宏伟。寺前设有放生池，池上架设石桥，主要建筑自南向北依次为山门、天王殿、大雄宝殿、大士殿、大法堂、藏经阁。另有东西配殿、配房60多间，以及钟楼、鼓楼。东西配殿内有悬山泥塑，五百罗汉坐卧山间，寺院、宝塔、亭阁、花木、假山点缀其中，山上布满按照《山海经》、《万鸟图》等塑造的珍禽异兽。此处泥塑与北海小西天、朝阳门外九天宫并称“北京泥塑三绝”。大雄宝殿中的十八罗汉塑像、藏经阁中的四十二臂观世音菩萨像也都异常精美。
旧时每年农历六月初六，善果寺举办“晾经会”，开庙一天，僧众礼佛诵经。“晾经”不仅是将藏经楼内的经书搬到院内的桌案上晾晒，同时也晾晒僧众的僧衣、僧帽。北京城南居民届时纷纷来该寺看晾经，寺前便形成临时的集市，有舍善书、经书的，有舍暑药、冰水的，有出售香烛和吉祥物的。
清朝光绪二十六年（1900年）夏，八国联军攻占北京，善果寺遭严重破坏，佛像和文物全部遭到毁灭或掠夺。中华民国时期，善果寺十分颓败。1926年，善果寺僧众顺应办学风尚，腾出该寺部分房屋开办学校，招收附近儿童就书。1931年九一八事变后，许多东北难民流亡北平，善果寺内曾开粥厂救济这些难民。
1926年，在三一八惨案中被杀的刘和珍的遗体从北京女子师范大学移灵善果寺，在善果寺举行了装殓、告别等葬仪。
1949年以前，善果寺西面是皈依寺，南面是王子坟，北面是广西义地、宜昌义地（义地是公共坟地）。中华人民共和国成立后，在文化大革命前，政府在善果寺附近开展绿化，辟成小型的街心公园，称为“善果寺公园”。后来，善果寺公园及善果寺都被拆除，建成居民楼。善果寺山门的旧址位于如今善果胡同1号楼的东南角，山门在1993年拆除。
善果寺、善果寺公园和如今的宣武艺园无关，宣武艺园的前身是宣武公园，1953年起兴建，是随着市府大楼而建的公园。善果寺则位于宣武艺园外的西南方向，两者有一定距离。